# ラティガン教授
- オリビアちゃんの大冒険 > ラティガン教授
- ディズニー・ヴィランズ > ラティガン教授

ラティガン教授（Professor Ratigan）は、ウォルト・ディズニーの26番目のアニメーション長編映画『オリビアちゃんの大冒険』（1986年）に登場する架空のディズニーキャラクターである。本作のディズニー・ヴィランズ。

## 概要・性格
ラティガン教授は『オリビアちゃんの大冒険』（1986年）でモリアーティ教授をモデルとしてデビューした。表向きはネズミ界の教授として活動しているが、裏の顔はロンドンの犯罪王として君臨しており、本人も自分の悪事を誇りに思っている。
コウモリのフィジットを部下として従えている。また、主人公バジルには並ならぬ敵対心を燃やしており、打倒バジルをかかげて大勢のネズミ達を集めギャングを結成している。
発明の才が豊かと語っており、バジルを捕らえ処刑する時に大規模装置を開発したり、逃走のために自家製の気球を用意するなど様々なものを開発している。また作戦の立て方も上手であり王宮の乗っ取りにあと一歩まで持ち込んだが、バジル達の乱入により失敗している。
歌や音楽が大好きで、劇中では自らハープを演奏したりバジル処刑用の装置に自分の歌を吹き込んだレコードを用意するなどしている。劇中で彼が歌う曲として「The World's Greatest Criminal Mind（世界一の犯罪者の心）」が存在する。さらに、前述のレコードに吹き込まれていた曲の「Good bye so soon（さようなら）」はエンディング曲としても使用されている。
部下の失敗や不祥事には厳しく、自分を讃える歌を妨害した部下のバーソロミューを猫の餌にしたり、命令に逆らったフィジットを空中から地上に放り投げるなど無慈悲な面もある。
太った体で、黒いスーツとシルクハットを身にまとっている。さらに、自分がネズミ（マウス）であることに誇りを持っており、「ラット」と呼ばれることを極めて毛嫌いしている。

## 劇中でのラティガン教授
王位を乗っ取る作戦を考え、フィジットに命令してフラバーシャムを誘拐させる。そして自分の隠れ家に彼を連れ込むと「マウストリア女王そっくりのロボットを作れ。拒否すれば命はないぞ。」と脅迫し、強引にロボットの開発に着手させる。その後、失踪したフラバーシャム探しの依頼を受けたバジルがラティガン一味のアジトを突き止めるが、そのバジルさえも逆に捕まえてありとあらゆる罠を仕掛けた処刑台に拘束し口封じしようとする。
そしてロボットが完成すると部下たちと共にバッキンガム宮殿に乗り込んで本物の女王とロボットをすり替え、偽物の女王に「ラティガンに王位を譲る」と宣言させる。しかし直後に処刑台から脱出したバジルの妨害により、ラティガン一味が起こした全ての悪事は国民の前で暴かれた。正体がばれたラティガン教授はオリビアを人質にとり、大勢の部下達を見捨てて自分だけ逃走。さらに途中で自分に逆らったフィジットを気球からテムズ川に投げ落としたため気球は梶を失い、ビッグ・ベンに突っ込んでしまう。そして時計台の内側ではバジルとオリビアから反撃を受け激怒。普段の冷静さは完全に喪失、野性的な本性を剥き出しにして怪物じみた声を上げながらバジルと一騎打ちの勝負を繰り広げるが、時計の外に出た時には雨が降り始めていたことが災いし、完全撃破する直前で足を滑らせてバジルを道連れにしようとするが失敗し、地上に転落死した。